# Passion Air
PassionAir é uma companhia aérea doméstica de Gana com sede em Acra, Gana. Seu base principal é o Aeroporto Internacional Kotoka. É a segunda maior companhia aérea de Gana.
A companhia aérea transportou 213.022 passageiros em 2019.

## História
A Passion Air foi fundada como DAC International Airlines (Gana) por Edward Annan, em parceria com a DAC Aviation of Kenya. A empresa foi fundada em 2017 e obteve o Certificado de Operador Aéreo em dezembro daquele ano. As operações de voo começaram sob a marca PassionAir em agosto de 2018 usando um único Bombardier Dash 8 Q400.
Em 20 de fevereiro de 2021, a Passion Air operou seu primeiro voo com uma tripulação feminina de Acra a Tamale. A companhia aérea também é notável por contratar a piloto mais jovem de Gana, Audrey Esi Swatson.

## Frota

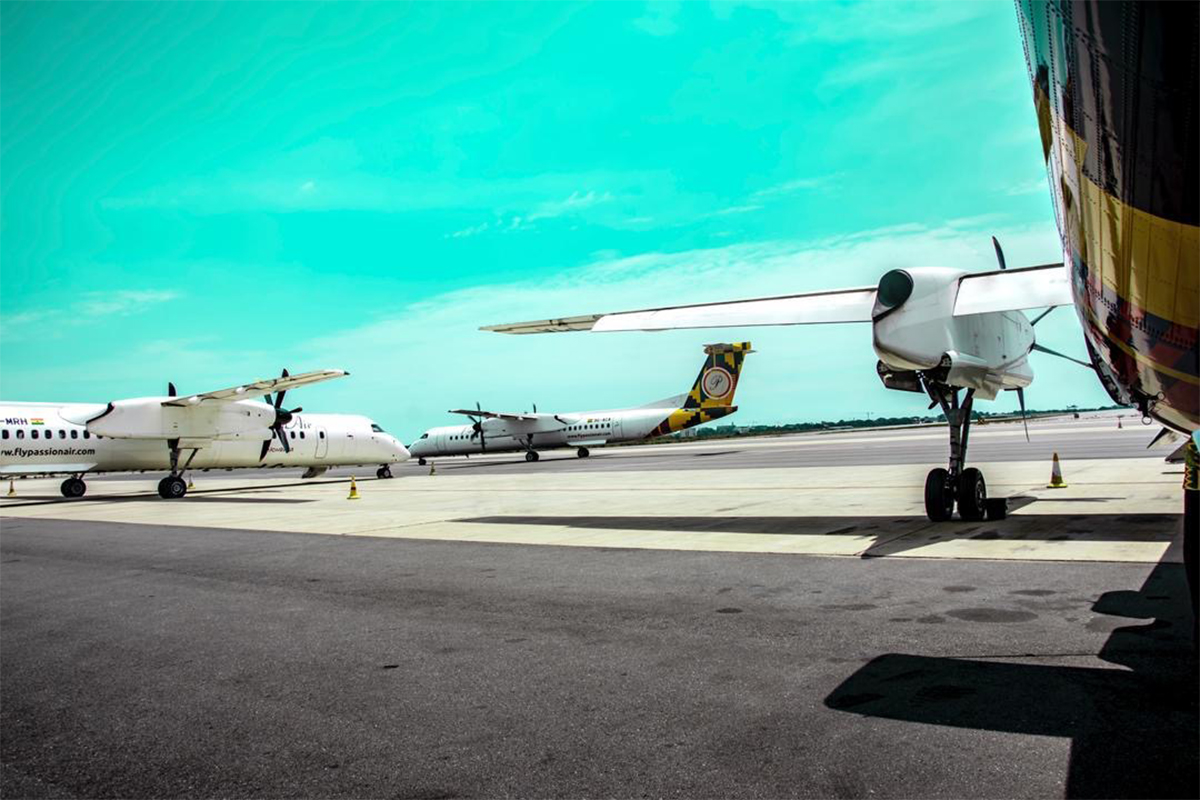
Uma aeronave da PassionAir no Aeroporto Internacional Kotoka

A frota PassionAir consiste nas seguintes aeronaves (Janeiro de 2021):
| Aeronaves              | Em Serviço | Ordens | Passageiros | Notas |
| ---------------------- | ---------- | ------ | ----------- | ----- |
| Bombardier Dash 8 Q400 | 1          | –      | 78          |       |
| Bombardier Dash 8 Q300 | 1          | –      | 50          |       |
| Total                  | 2          | 0      |             |       |